# Introducing the 3 Sounds
Introducing the 3 Sounds est le premier album du trio de piano jazz américain The 3 Sounds, enregistré les 16 et 18 septembre 1958 et sorti sur Blue Note en décembre de la même année. 
Le trio est composé de Gene Harris, Andrew Simpkins et Bill Dowdy.

## Description
La réédition du CD comprend cinq titres bonus et une version alternative initialement publiée au Japon sous le nom de Introducing the 3 Sounds, volume 2. 

## Titres
Tous les titres sont écrits par Gene Harris, sauf indication contraire.
| 1. | Tenderly (Walter Gross, Jack Lawrence) | 4:36 |
| 2. | Willow Weep for Me (Ann Ronell)        | 4:42 |
| 3. | Both Sides                             | 4:41 |
| 4. | Blue Bells                             | 4:25 |

| 1. | It's Nice                                        | 4:39 |
| 2. | Goin' Home                                       | 3:54 |
| 3. | Woody 'n' You (Dizzy Gillespie)                  | 7:12 |
| 4. | 'O sole mio (Giovanni Capurro, Eduardo di Capua) | 3:56 |

| 9.  | Bobby                                                              | 4:26 |
| 10. | Mo-Ge                                                              | 4:25 |
| 11. | It Might as Well Be Spring (Oscar Hammerstein II, Richard Rodgers) | 6:33 |
| 12. | Soft Touch                                                         | 3:43 |
| 13. | Don't Get Around Much Anymore (Duke Ellington)                     | 4:39 |
| 14. | Goin' Home (alternate take)                                        | 5:38 |

## Musiciens
- Gene Harris – piano, célesta (Blue Bells, Goin' Home)
- Andrew Simpkins – basse
- Bill Dowdy – batterie